# Salix tangii
Salix tangii är en videväxtart som beskrevs av Kin Shen Hao, C.F. Fang och A.K. Skvortsov. Salix tangii ingår i släktet viden, och familjen videväxter. Utöver nominatformen finns också underarten S. t. angustifolia.